# Elathous platiai
Elathous platiai is een keversoort uit de familie kniptorren (Elateridae). De wetenschappelijke naam van de soort is voor het eerst geldig gepubliceerd in 2007 door Zapata de la Vega, Jos Luis.